# كأس النمسا 1999–2000
كأس النمسا 1999–2000 (بالألمانية: Österreichischer Fußball-Cup 1999/2000)‏ هو موسم من كأس النمسا. أشرف على تنظيمه اتحاد النمسا لكرة القدم، وفاز فيه غراتزر أي كاي.